# Episodi di Deception (serie televisiva 2018)
La prima ed unica stagione della serie televisiva Deception, composta da 13 episodi, è stata trasmessa negli Stati Uniti dall'11 marzo al 27 maggio 2018 sul canale ABC.
In Italia, la stagione va in onda dal 3 settembre al 26 novembre 2018 su Premium Crime, canale a pagamento della piattaforma Mediaset Premium.
| n° | Titolo originale         | Titolo italiano         | Prima TV USA   | Prima TV Italia   |
| -- | ------------------------ | ----------------------- | -------------- | ----------------- |
| 1  | Pilot                    | Il gemello segreto      | 11 marzo 2018  | 3 settembre 2018  |
| 2  | Forced Perspective       | Prospettiva forzata     | 18 marzo 2018  | 10 settembre 2018 |
| 3  | Escapology               | Escapologia             | 25 marzo 2018  | 17 settembre 2018 |
| 4  | Divination               | Divinazione             | 1º aprile 2018 | 24 settembre 2018 |
| 5  | Masking                  | Diversivo               | 8 aprile 2018  | 1º ottobre 2018   |
| 6  | Black Art                | Arti oscure             | 22 aprile 2018 | 8 ottobre 2018    |
| 7  | Sacrifice 99 to Fool One | La stanza degli enigmi  | 24 aprile 2018 | 15 ottobre 2018   |
| 8  | Multiple Outs            | Il mistero del diamante | 29 aprile 2018 | 22 ottobre 2018   |
| 9  | Getting Away Clean       | L'omicidio scomparso    | 6 maggio 2018  | 29 ottobre 2018   |
| 10 | The Unseen Hand          | La mano invisibile      | 13 maggio 2018 | 5 novembre 2018   |
| 11 | Loading Up               | Il piazzamento          | 20 maggio 2018 | 12 novembre 2018  |
| 12 | Code Act                 | Il codice cifrato       | 27 maggio 2018 | 19 novembre 2018  |
| 13 | Transposition            | L'ultima illusione      | 27 maggio 2018 | 26 novembre 2018  |